# Stor-Backsjön
Stor-Backsjön är en sjö i Bergs kommun i Jämtland och ingår i Indalsälvens huvudavrinningsområde. Sjön är 5,2 meter djup, har en yta på 2,09 kvadratkilometer och befinner sig 426 meter över havet. Sjön avvattnas av vattendraget Svenstaån. Vid provfiske har abborre, gädda och mört fångats i sjön.

## Delavrinningsområde
Stor-Backsjön ingår i det delavrinningsområde (695271-143533) som SMHI kallar för Utloppet av Stor-Backsjön. Medelhöjden är 451 meter över havet och ytan är 17,75 kvadratkilometer. Räknas de 4 avrinningsområdena uppströms in blir den ackumulerade arean 55,18 kvadratkilometer. Svenstaån som avvattnar avrinningsområdet har biflödesordning 2, vilket innebär att vattnet flödar genom totalt 2 vattendrag innan det når havet efter 307 kilometer. Avrinningsområdet består mestadels av skog (58 procent) och sankmarker (24 procent). Avrinningsområdet har 2,39 kvadratkilometer vattenytor vilket ger det en sjöprocent på 13,4 procent.